# 哈滕
哈滕是德国下萨克森州的一个市镇。总面积103.56平方公里，总人口13854人，其中男性6869人，女性6985人（2011年12月31日），人口密度134人/平方公里。